# Флопропион
Флопропион (Компаксул, Коспанон, Экапрон, Пеллегал, Аргобил, Фловетон, Саритрон, Спаморин, Лабродакс, Триалон, Мирулеватин, Падескин, Профенон) — это спазмолитик. Он действует как антагонист 5-HT1A-рецепторов.
Флопропион синтезируют из флороглюцинола.